# 阿伊努解放同盟
阿伊努解放同盟是日本阿伊努人的一个市民团体。该团体主张捍卫阿伊努人的民族尊严，要求恢复阿伊努人的在传统意义上的领地（即阿伊努茅希利）的自决权和先住权，并对日本人对阿伊努人的歧视和偏见表示抗议。此外，阿伊努解放同盟强烈反对俄罗斯将南千岛群岛（北方四岛）移交日本。
1972年，由时任的北海道乌塔利协会（今北海道阿伊努协会）理事结城庄司与山本一昭等人一起建立。首任代表为结成庄司。在同年8月25日于札幌医科大学举行的第26回日本人类学、民族学联合大会上，结城庄司与太田龙一起占据讲台，宣读了公开质问状。9月20日，结城、太田等人一起来到静内町，把沙牟奢允像台座上“北海道知事町村金五”的名字凿去，因为他们认为他是侵略者的后裔。
1974年9月，结城在祭祀国后目梨之战中牺牲的阿伊努人期间就任委员会初代委员长。10月21日，结城成为日本全国指名通缉犯，在自宅中被捕。他认为太田龙的阿伊努革命论十分荒唐，在获释后与太田互相批判和侮辱，最终两人绝交。
1975年7月19日，北海道警察警备部发生爆炸事件，此事为东亚反日武装战线所为。日本警方怀疑阿伊努解放同盟与此事有关，派人对解放同盟的成员进行调查并且发生冤狱事件。翌年3月2日，又发生北海道厅爆炸事件，结城对此事件表示强烈谴责。
1983年，结城病逝，由山本一昭继任委员长。1995年2月，山本一昭等人在札幌市发起反对设立北方领土日的全国集会，此后每年都举行。